# Посёлок Загородной больницы
Посёлок Загородной больницы (посёлок Кремлёвской больницы, также, после 1960 — посёлок ЦКБ, дома ЦКБ, дома Центральной больницы, неофициально — «Красные дома») — исторический район (жилой квартал) в Западном административном округе Москвы, в районе пересечения улиц Академика Павлова, Партизанской и Маршала Тимошенко. Первоначально возводился как жильё для сотрудников строящейся в то время Загородной больницы (Центральной клинической больницы Четвёртого Главного управления при Министерстве здравоохранения СССР) в западных пригородах бывшего подмосковного города Кунцево, в 1960 году вошедшего в состав Москвы.
В настоящее время — историческое ядро жилого квартала № 11 Кунцева. Нуждается в охранном статусе памятника архитектуры.

## История
В середине 1950-х в системе Четвёртого Главного управления (до 1954 года — Лечебно-санитарное управление (Лечсанупр Кремля)) было запланировано строительство крупного медицинского центра — Загородной (Кремлёвской) больницы.
Городок ЦКБ строился в 1950-е годы на территории бывшего Кунцевского полигона и состоял из 5 жилых домов, 2 общежитий, детского сада, школы, поликлиники, своей котельной (мощность которой в дальнейшем была увеличена, с постройкой новой кирпичной дымовой трубы), а также различных строений для подсобного хозяйства ЦКБ (прачечной, автобазы с гаражами и пр.). Оси прямоугольной планировки посёлка, как и всех зданий Загородной больницы, были параллельны и перпендикулярны проходящему северо-восточнее Рублёвскому шоссе. Сам посёлок располагался в долине речки Фильки, на её правом берегу, невдалеке от истоков. В дальнейшем Филька была поэтапно заключена в подземный коллектор, сохранив открытую водную гладь лишь в виде искусственного пруда (с островком и мостиком) на территории ЦКБ, рядом со 2-й проходной. В этот пруд регулярно запускалась молодь зеркального карпа, которую во время прогулок любили подкармливать пациенты больницы и их посетители.
В августе 1960 года посёлок ЦКБ (как и сама Загородная больница) был включён в состав Москвы (в пределах Московской кольцевой автомобильной дороги — МКАД). В 1962 году был построен дом культуры «Медик», который чуть позже фланкировали двумя кирпичными жилыми домами-башнями, с диагональным расположением к основным осям квартала. На первом этаже одного здания разместили аптеку, а другого — почтовое отделение Г-359.
В середине 1960-х годов на опушке леса, юго-западнее жилого массива, была спланирована прилегающая территория, на которой построен стадион «Медик». Рядом в подвале жилого дома находился пункт проката спортинвентаря, а в лесопарке маркированы беговые и лыжные трассы.

### Природа
Непосредственная близость лесопарка длительное время проявлялась в наличии дикой фауны. Из-за МКАДа периодически заходили как взрослые лоси, так и самки с детёнышами. Изредка можно было встретить кабанов, лисиц, а белки забегали прямо в жилой массив. Богатая архитектурная отделка фасадов зданий несколько десятилетий служила местом ежегодного гнездования стрижей, которые строили свои гнёзда под свесами балконов и декоративными кронштейнами.

### Разрушение исторического наследия
В 2006 году появилась информация о планирующемся сносе двух зданий 11 квартала — общежитий П-образной планировки с внутренними двориками по адресам: ул. Маршала Тимошенко, вл. 8 и ул. Академика Павлова, вл. 7, корп. 1. 3 июля 2006 года вышло постановление Правительства Москвы № 1236-РП «О разработке градостроительной документации для дальнейшего строительства жилых домов с подземными гаражами…». В 2012 году начались работы по организации сноса двух общежитий в 11-м квартале Кунцева.

### Здания и сооружения
По улице Академика Павлова:
- № 5/2 — Угловой жилой дом.
- № 7 к. 1 — Общежитие. (снесено)
- № 7 к. 2, 7 к. 3 — Объединённый детский сад-ясли № 43 УДП РФ.
- № 9 к. 1 — Угловой жилой дом.
- № 9 к. 2 — Дом культуры «Медик».
- № 11 к. 1 — Отделение связи (почта) № 359 (121359; Г-359) и жилой дом-башня.
- № 11 к. 2 — Аптека и жилой дом-башня.

По улице Маршала Тимошенко:
- № 4 — Жилой дом. (Единственный сохранившийся по главной оси квартала, поддерживающий цельность авторской архитектурной композиции фасадов вместе с двумя угловыми зданиями, выходящими на открытое пространство стадиона «Медик»)
- № 6 — Угловой жилой дом.
- № 8 к. 3 — Общежитие; в настоящее время — Ремонтно-строительное управление (РСУ) и Дирекция по строительству объектов в г. Москве УДП РФ.( снесено)
- № 10 к. 3 — Угловой жилой дом.
- № 20 — Объединённая прачечная УДП РФ (новое здание на месте снесённого в 1980-е годы здания постройки 1950-х годов).

### Микротопонимы
Народные названия на прилегающей территории
- «Аврора» — панельный восьмиподъездный жилой дом (ул. Академика Павлова, 13), построенный у пересечения улиц Академика Павлова и Партизанской, вдоль проезда от 2-й проходной ЦКБ. Назван так за свою большую длину и характерные надстройки на крыше. Вдоль него во дворе проложен подземный коллектор речки Фильки.
- «Куба» или «Остров Свободы» — два панельных жилых дома (ул. Маршала Тимошенко), построенные отдельно от основного жилого массива, за котельной и автобазой ЦКБ, у самой кромки соснового леса. Названы так за свою удалённость.
- «Морген-штрассе» или «Над вечным покоем…» — улица Маршала Тимошенко, по находящемуся на ней старому (ныне снесён), а затем новому моргу ЦКБ (д. 25).

### Транспорт
Первые годы после постройки и заселения посёлок не был связан прямым автобусным сообщением с городом Кунцево и Москвой. При необходимости поездок жителям посёлка и работникам Загородной больницы приходилось ходить пешком по проезду вдоль правого берега Фильки (трассе будущей Партизанской улицы), миновать «Страну Лимонию» по улице Зои Космодемьянской и садиться на поезд на платформе «Рабочий Посёлок» Белорусской (тогда Калининской) железной дороги.
У платформы «Сетунь» также можно было сесть на автобусы, идущие до Киевского вокзала в Москве.
С 1958 года автобус маршрута № 73 стал ходить непосредственно от посёлка Загородной больницы, через Кунцевский посёлок, Крылатские выселки, город Кунцево, Мазилово, Давыдково, по Кутузовскому проспекту, Большой Дорогомиловской улице до Киевского вокзала и станции метро «Киевская»